# Waltembourg
Waltembourg (Duits:  Waldenburg in Lothringen ) is een gemeente in het Franse departement Moselle (regio Grand Est) en telt 201 inwoners (1999). De plaats maakt deel uit van het arrondissement Sarrebourg-Château-Salins.

## Geografie
De oppervlakte van Waltembourg bedraagt 1,4 km², de bevolkingsdichtheid is 143,6 inwoners per km².
De onderstaande kaart toont de ligging van Waltembourg met de belangrijkste infrastructuur en aangrenzende gemeenten.

## Demografie
Onderstaande figuur toont het verloop van het inwonertal (bron: INSEE-tellingen).